# Kingwood (Virgínia de l'Oest)
Kingwood és una població dels Estats Units a l'estat de Virgínia de l'Oest. Segons el cens del 2000 tenia 2.944 habitants.

## Demografia
Segons el cens del 2000, Kingwood tenia 2.944 habitants, 1.283 habitatges, i 844 famílies. La densitat de població era de 460,2 habitants per km².
Dels 1.283 habitatges en un 28,7% hi vivien nens de menys de 18 anys, en un 50,5% hi vivien parelles casades, en un 12,3% dones solteres, i en un 34,2% no eren unitats familiars. En el 31,1% dels habitatges hi vivien persones soles el 15,6% de les quals corresponia a persones de 65 anys o més que vivien soles. El nombre mitjà de persones vivint en cada habitatge era de 2,28 i el nombre mitjà de persones que vivien en cada família era de 2,83.
Per edats la població es repartia de la següent manera: un 22,3% tenia menys de 18 anys, un 7,5% entre 18 i 24, un 25,6% entre 25 i 44, un 26,3% de 45 a 60 i un 18,3% 65 anys o més.
L'edat mediana era de 42 anys. Per cada 100 dones de 18 o més anys hi havia 81,8 homes.
La renda mediana per habitatge era de 29.155 $ i la renda mediana per família de 36.313 $. Els homes tenien una renda mediana de 30.658 $ mentre que les dones 18.190 $. La renda per capita de la població era de 16.299 $. Entorn del 16,3% de les famílies i el 17% de la població estaven per davall del llindar de pobresa.

## Poblacions més properes
El següent diagrama mostra les poblacions més properes.